# Эрнандес, Гензель
Гензель Эрнесто Эрнандес Гальяно (исп. Hansel Ernesto Hernández Galiano; 18 июня 1993, Гуанабакоа — 24 июня 2020, Гуанабакоа) — кубинский рабочий-подсобник африканского происхождения, убитый в бытовом столкновении с полицией. Гибель Гензеля Эрнандеса вызвала протесты, подавленные кубинскими властями. Движение сравнивалось с американским BLM, Гензель Эрнандес — с Джорджем Флойдом. Судьба Гензеля Эрнандеса отразила социально-политические и межрасовые проблемы современной Кубы.

## Жизнь и смерть
Родился в малоимущей афрокубинской семье. Принадлежал к социальным низам кубинского общества. После школы окончил ремесленное училище. Работал подсобником на автобусной остановке, от глубокой бедности искал дополнительных заработков. По информации МВД Кубы, отбывал заключение по обвинению в грабеже, освобождён условно-досрочно. Соседи характеризовали Гензеля Эрнандеса как «очень спокойного» молодого человека, друзья вспоминали как «не святого, но благородного парня».
Ранним утром 24 июня 2020 на автобусной остановке в районе Ла-Лима к Гензелю Эрнандесу подошёл полицейский патруль. Впоследствии было официально заявлено, что он свинчивал для продажи металлические аксессуары и электролампы. Эрнандес бросился бежать, полицейские устроили двухкилометровую погоню по пересечённой местности. Эрнандес оказал сопротивление — бросал камни в преследователей. Один из полицейских, получивший травму от попадания камня, упал на землю, сделал два предупредительных выстрела, после чего открыл огонь на поражение. Пуля вошла со спины в правую часть груди — Гензель Эрнандес был убит.

## Протесты и подавление
Случайная свидетельница сфотографировала смертельно раненого Гензеля Эрнандеса и разместила фото в соцсети. 25 июня 2020 в Facebook появился пост Лении Патиньо, тёти погибшего. Она сообщила о скорби родных — отца, матери, младшей сестры — и призвала «не оставлять безнаказанным жестокий поступок полиции». Особо подчёркивалось, что Эрнандес не был вооружён и необходимость стрелять в него отсутствовала. В похоронном бюро произошло столкновение родных и друзей убитого с представителями полиции, явившимися выразить соболезнования.
Информация быстро распространилась по стране. Правозащитники и активисты призвали кубинцев требовать гласного расследования, наказания полицейских, виновных в смерти Эрнандеса, принятия нового закона о полиции, гарантирующего от произвола, освобождения политзаключённых. Акции протеста назначались на вторник 30 июня. Центрами сбора были названы гаванский кинотеатр Yara и несколько парков. При этом особо оговаривалось, что протестующие ни в коей мере не применят насилия, стараются «не провоцировать полицию» и будут соблюдать коронавирусные карантинные ограничения.
Заблаговременное информирование о намерениях позволило властями основательно подготовиться к подавлению. МВД Кубы специальным заявлением выразило сожаление в связи с гибелью «этого человека», но обвинило Эрнандеса в «агрессии» против полицейских и распространило информацию о его прежней судимости. Действия патрульных характеризовались как правомерная самооборона, их имена не были оглашены. Не были предъявлены и предметы, которые Эрнандес, по официальной версии, пытался похитить на остановке. Адвокат-правозащитник Элой Виэра отметил, что публикация биографии в таком формате означает представление убитого «не жертвой, а обвиняемым».
29 июня органы госбезопасности начали оперативные мероприятия: отключение интернета и сотовой связи, превентивные задержания и блокирования правозащитников, оппозиционных активистов, независимых журналистов и (видео)блогеров. Среди задержанных были, в частности, диссиденты Хосе Феррер (Патриотический союз Кубы), Хуан Мадрасо (Гражданский комитет за расовую интеграцию), известная художница-перфомансистка Таня Бругера. Под домашним арестом оказались более 80 человек, блокированы в своих домах около 150. На улицы Гаваны были выведены усиленные наряды полиции и армейские части.
Упреждающие репрессии значительно снизили масштаб протестных акций. Тем не менее, уличные выступления 30 июня состоялись. Митинг у Yara утром 30 июня 2020 был разогнан полицией, десятки людей задержаны. Спорадические выступления, отражаемые в соцсетях продолжались в течение всего дня.
Официальная пропаганда назвала дело Гензеля Эрнандеса и протесты после его гибели «антикубинским заговором», инспирированным иностранными центрами. Правящая Компартия Кубы (КПК) развернула пропагандистскую кампанию Héroes de azul («Синие герои», «Герои в синем» — по цвету полицейской формы). Государственные учреждения и провластные видеоблогеры наводнили социальные сети материалами, прославляющими полицию, иногда совершенно одинаково. Было организовано интервью матери и мачехи Гензеля Эрнандеса: обе женщины фактически повторяли версию МВД, выражали преданность революции и обличали «антикубинскую кампанию с использованием семейного имени».

## Социальное значение
Гибель Гензеля Эрнандеса высветила такие социальные проблемы Кубы, как массовая бедность, криминализация общества, полицейское насилие, превращение обширных районов в очаги нищеты и преступности. Комментаторы подчёркивали, что убийство Эрнандеса не является исключительным случаем. Отдельная острая тема — межрасовые отношения. Несмотря на то, что искоренение белого расизма ставилось одной из задач Кубинской революции и афрокубинцы в подавляющем большинстве её поддержали, элементы расовой дискриминации в государственной политике не преодолены до сих пор. В целом это признавал и Фидель Кастро в середине 2000-х.
Расовое неравноправие проявляется прежде всего в социально положении большинства афрокубинцев. Среди них глубже бедность, выше преступность, полицейские и судебные инструкции ориентированы на большую жёсткость. Диссидент-афрокубинец Хуан Мадрасо характеризует правление КПК как «белую расистскую власть». Активист Роберто Сурбано считает, что убийство Эрнандеса «само по себе не было расистским преступлением, но отразило социальные условия расовой среды».
Убийство Гензеля Эрнандеса на Кубе произошло через месяц после убийства Джорджа Флойда в США, совершённого при сходных обстоятельствах. Сравнение Эрнандеса с Флойдом напрашивалось как общее место (хотя правонарушения Эрнандеса были гораздо менее тяжкими). Однако кубинское событие осталось малоизвестным в мире на фоне американского. Кубинские события имели гораздо меньший резонанс, нежели американские выступления BLM. При этом отмечалось и другие различия. Американское общество признало убийство Флойда расистским преступлением, превратило его в мученический символ, полицейский Дерек Шовин приговорён к длительному сроку заключения — тогда как кубинское государство осудило скорее погибшего и защитило полицейских. Критики с сарказмом замечали, что для мировой общественности, особенно левой, «жизни чёрных имеют значение в Америке, но не на Кубе». Своеобразное исключение составила троцкистская Рабочая партия Коста-Рики, которая назвала гибель Гензеля Эрнандеса «очередным преступлением кубинского сталинизма, бюрократической белой элиты» и поставила в один ряд правительства Трампа и Диас-Канеля.
Молодёжь Гуанабакоа выражала негодование убийством Гензеля Эрнандеса. Образ молодого чернокожего из квартала бедноты, убитого представителями власти, привлёк представителей андерграундного искусства. Музыканты посвятили Эрнандесу песню в стиле рэп, где говорится не только о скорби, но и борьбе с диктатурой. Художники создали граффити-изображение Эрнандеса, появляющееся на стенах домов. Его имя вновь звучало во время массовых протестов на Кубе 2021, спустя год после смерти.